# Richard Montgomery
Richard Montgomery, * 2. december 1738, † 31. december 1775. 
Montgomery je bil ameriški vojaški častnik irske rodbine. Najprej je služil v britanski vojski, kasneje pa je postal generalmajor v kontinentalni vojski med ameriško revolucionarno vojno, najbolj znan pa je po vodenju neuspešne invazije na Quebec leta 1775.
Montgomery se je rodil in odraščal na Irskem v ulstersko-škotski družini.  Leta 1754 se je vpisal na Trinity College Dublin, dve leti pozneje pa se je pridružil britanski vojski in služil v francosko-indijanski vojni. Postopoma se je vzpenjal po činih  in služil v Severni Ameriki in Zahodni Indiji. Po vojni je bil med Pontiacovo vojno nameščen v Fort Detroit,  nato pa se je zaradi zdravstvenih razlogov vrnil v Britanijo. Leta 1773 se je Montgomery vrnil v Trinajst kolonij, se poročil z Janet Livingston in začel kmetovati.
Ko je izbruhnila vojna za neodvisnost, se je Montgomery pridružil gibanju patriotov in bil maja 1775 izvoljen v newyorški provincialni kongres. Junija 1775 je bil povišan v brigadnega generala v kontinentalni vojski. Potem ko je Philip Schuyler preveč zbolel, da bi vodil invazijo na Quebec, je Montgomery prevzel poveljstvo. Novembra 1775 je zajel utrdbo St. Jean in Montreal, nato pa napredoval do mesta Quebec, kjer se je pridružil drugi sili pod poveljstvom Benedicta Arnolda. 31. decembra je vodil napad na mesto napad na mesto, a je bil med bitko ubit. Britanci so našli njegovo truplo in ga častno pokopali. Njegove posmrtne ostanke so leta 1818 premestili v New York City.